# Britt Peak
Britt Peak är en bergstopp i Antarktis. Den ligger i Västantarktis. Inget land gör anspråk på området. Toppen på Britt Peak är 3 070 meter över havet.
Terrängen runt Britt Peak är kuperad söderut, men norrut är den bergig. Trakten är obefolkad. Det finns inga samhällen i närheten.